# Municipio de Chesterfield (Ohio)
El municipio de Chesterfield (en inglés: Chesterfield Township) es un municipio ubicado en el condado de Fulton en el estado estadounidense de Ohio. En el año 2010 tenía una población de 1012 habitantes y una densidad poblacional de 13,43 personas por km².

## Geografía
El municipio de Chesterfield se encuentra ubicado en las coordenadas 41°40′46″N 84°9′49″O / 41.67944, -84.16361. Según la Oficina del Censo de los Estados Unidos, el municipio tiene una superficie total de 75.38 km², de la cual 75,11 km² corresponden a tierra firme y (0,35 %) 0,26 km² es agua.

## Demografía
Según el censo de 2010, había 1012 personas residiendo en el municipio de Chesterfield. La densidad de población era de 13,43 hab./km². De los 1012 habitantes, el municipio de Chesterfield estaba compuesto por el 95,16 % blancos, el 0,4 % eran afroamericanos, el 0,4 % eran amerindios, el 0,3 % eran asiáticos, el 1,98 % eran de otras razas y el 1,78 % eran de una mezcla de razas. Del total de la población el 5,14 % eran hispanos o latinos de cualquier raza.